# Kanton Le Monêtier-les-Bains
Der Kanton Le Monêtier-les-Bains war bis 2015 ein französischer Wahlkreis im Arrondissement Briançon, im Département Hautes-Alpes und in der Region Provence-Alpes-Côte d’Azur. Er umfasste die drei Gemeinden La Salle-les-Alpes, Le Monêtier-les-Bains und Saint-Chaffrey, sein Hauptort (frz.: chef-lieu) war Le Monêtier-les-Bains. Die landesweiten Änderungen in der Zusammensetzung der Kantone brachten im März 2015 seine Auflösung. Vertreter im conseil général des Départements war zuletzt Alain Fardella.